# 세토 대교

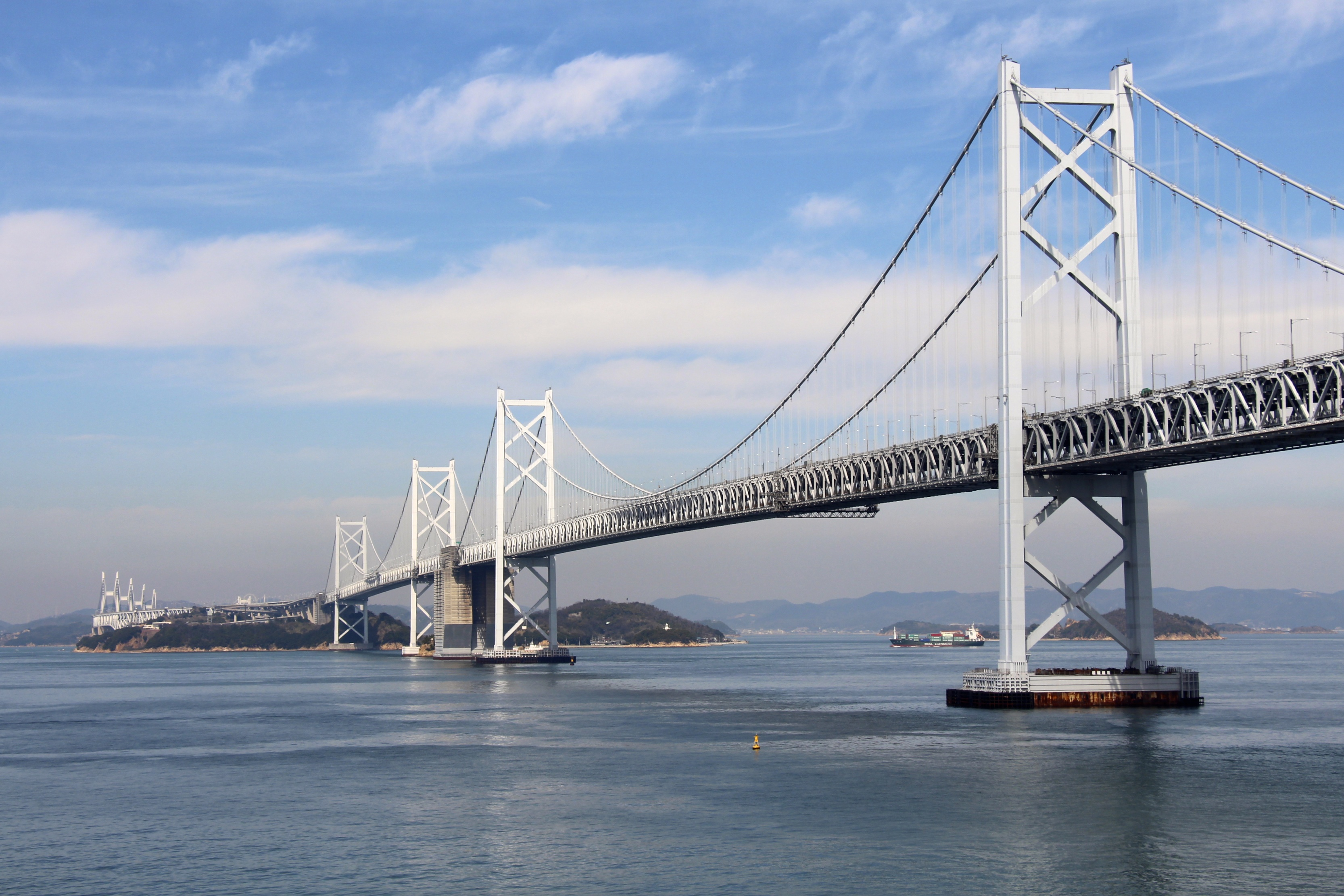
미나미히잔세토 대교

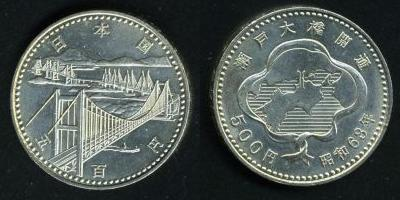
기념 화폐(500엔 백동화)

세토 대교(일본어: 瀬戸大橋, せとおおはし 세토 오하시[*])는 세토 내해에 걸쳐 오카야마현 구라시키시(혼슈) - 가가와현 사카이데시(시코쿠)를 잇는 현수교다. 
쇼와 53년(1978년) 9월에 착공하여 9년 6개월 만인 쇼와 63년(1988년) 4월 10일에 정식개통되었다.

## 개요
시와쿠 제도의 5개 섬 사이에 걸친 6개의 교량과 그 사이를 잇는 고가교로 구성되며, 교량부 9,368 m, 고가부를 포함하면 13.1 km의 길이를 가진다. 
이것은 철도·도로 병용교로서는 세계 최장으로, 서울시의 청담대교하고 같은 복층 교량이다. 
교량은 현수교·트러스교·사장교의 3종류를 복합형태로 병설하여 요시마섬하고 히츠이시섬하고 연계되어 있으며, 거가대교, 청담대교, 서해대교, 이순신대교, 성산대교, 광안대교, 울산대교를 합쳐놓은 형태로 건설되었다. 
총 사업비로 약 1조 1,338억 엔(한화 약 12조 원)이 투입되었으며 내진설계가 되어 있어 리히터 규모 7 이상의 지진에도 충분히 견뎌낼 수 있다.
교량 부분은, 상부에 4차선의 세토 중앙 자동차가 지나며, 하부에 JR 혼시비산 선(애칭 세토 대교선)이 지나는 2층 구조이다. 
하부의 철도는 표준궤(신칸센용) · 재래선을 합쳐 4선을 설치할 수 있도록 되어 있지만, 현재는 케이프 궤간(재래선)용으로 2선분만 사용되고 있다. 
계획중인 시코쿠 횡단 신칸센이 건설을 대비하여, 2선을 증설하여 동측 2선을 재래선, 서측 2선을 예비용 선로로 구비해 둔 상태다. 
설계 최고 속도는 상부의 도로가 100km/h, 하부의 철도는 재래선이 120km/h, 신칸센이 160km/h이다.

## 같이 보기
- 칭마 대교